# Friedrich Anton Wilhelm Miquel

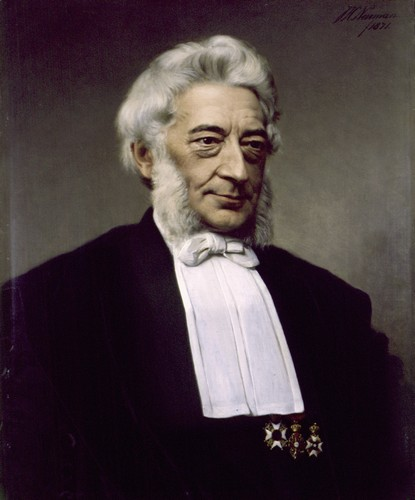
Friedrich Anton Wilhelm Miquel

Friedrich Anton Wilhelm Miquel, född 24 oktober 1811 i Neuenhaus vid Hannover, död 23 januari 1871 i Utrecht, var en tyskfödd nederländsk botaniker. Han var bror till Johannes von Miquel.
Miquel blev 1828 student vid universitetet i Groningen, där han 1833 promoverades till medicine doktor. Han blev professor i botanik vid universitetet i Utrecht 1859 och föreståndare för Rijksherbarium i Leiden 1862. Miquel var främst systematiker och inriktad på nederländska Indiens och Surinams flora. Han invaldes som ledamot av Leopoldina 1837, som utländsk ledamot av svenska Vetenskapsakademien 1866 och som ledamot av Bayerische Akademie der Wissenschaften 1867.
Auktorsnamnet Miq. kan användas för Friedrich Anton Wilhelm Miquel i samband med ett vetenskapligt namn inom botaniken; se Wikipediaartiklar som länkar till auktorsnamnet.